# Особняк Ахметова
 Особняк Ахметова (Дом Галеева) — двухэтажное здание в Челябинске. Находится на пешеходной улице Кировка, дом № 147 (улица К. Маркса, № 109).

## История
Согласно информационной доске на северном фасаде здания, дом был построен в 1878 году. В качестве владельца здания на доске указан мещанин Ульдан Ахметович Ахметов. Согласно кандидату исторических наук Гаязу Хамитовичу Самигулову, здание принадлежало Закиру Галеевичу Галееву.
Текст памятной доски: «Двухэтажный особняк построен мещанином У. А. Ахметовым в 1878 году. Образец богатого уральского купеческого дома. На первом кирпичном этаже были расположены принадлежавшие хозяину дома магазины галантереи и москательных товаров, а также чаем, кофе и сахаром. На втором деревянном этаже декорированном в традиционном русском стиле разнообразными резными изделиями размещались жилые комнаты. Памятник истории и культуры».
В советское время на первом этаже также располагались различные магазины, в частности магазин «Урал».
В настоящее время на первом этаже расположен бар, а на втором этаже — отделение «Челябинвестбанка».
По соседству с особняком располагается 23-этажное здание Челябинск-Сити.